# Vettius Gratus
Vettius Gratus war ein römischer Politiker und Senator.
Die Beamtenlaufbahn des Gratus ist unbekannt. Gratus wurde im Jahr 250 zusammen mit den Kaiser Decius ordentlicher Konsul. 
Gratus entstammte wohl einer italischen Familie, sein Vater war vermutlich Gaius Vettius Gratus Sabinianus, Konsul im Jahr 221. Vettius Gratus war außerdem wahrscheinlich verwandt mit Gaius Vettius Gratus Atticus Sabinianus, dem Konsul von 242: Der Prosopographia Imperii Romani zufolge waren die beiden Brüder, laut Michel Christol dagegen Cousins.